# Daniel Barrow
Daniel Barrow   (Yeadon, 22 de juliol de 1909 - Harrisburg, 4 de novembre de 1993) fou un remer estatunidenc que va competir durant la dècada de 1930.
El 1936 va prendre part en els Jocs Olímpics de Berlín, on guanyà la medalla de bronze en la prova del scull individual del programa de rem.